# 阿法纳西耶夫斯科耶农村居民点
阿法纳西耶夫斯科耶农村居民点（俄语：Афанасьевское сельское поселение）是俄罗斯联邦伊万诺沃州舒亚区所属的一个农村居民点。其下辖有13个居民点，行政中心为阿法纳西耶夫斯科耶。据2016年统计，该农村居民点的人口为1765人。